# 玉兴镇
玉兴镇，是中华人民共和国四川省德阳市中江县下辖的一个乡镇级行政单位。

## 行政区划
玉兴镇下辖以下地区：
笋竹桠社区、玉屏村、旭光村、团山村、桃花店村、望云村、太山村、囤粮村、三元桥村、凡龙村、长春村、青松村、金钩村、花红村、大石村和小拱桥村。